# نینا کونزندورف
نینا کونزندورف (انگلیسی: Nina Kunzendorf؛ زادهٔ ۱۰ نوامبر ۱۹۷۱) بازیگر تئاتر و بازیگر سینما اهل آلمان است.
از فیلم‌ها یا برنامه‌های تلویزیونی که وی در آنها نقش داشته‌است می‌توان به زن طلایی‌پوش، فینیکس اشاره کرد.
وی همچنین برندهٔ جوایزی همچون جایزه فیلم آلمان شده‌است.